# Piotr Kościński
Piotr Kościński (ur. 26 czerwca 1959) – polski dziennikarz, politolog, analityk, działacz społeczny.

## Życiorys
W 1982 ukończył studia dziennikarskie na Wydziale Dziennikarstwa i Nauk Politycznych Uniwersytetu Warszawskiego. Podjął studia doktoranckie w Instytucie Dziennikarstwa UW. W latach 1989–1990 odbył studia podyplomowe dla dziennikarzy specjalizujących się w tematyce międzynarodowej w Centrum Kształcenia Służby Zagranicznej przy Akademii Nauk Społecznych.
W latach 1983–1991 pracował w redakcji "Tygodnika Demokratycznego", gdzie od 1988 pełnił funkcję kierownika działu politycznego oraz zasiadał w kolegium redakcyjnym. Publikował również w "Kurierze Polskim". Od 1991 do 2013 związany z "Rzeczpospolitą", gdzie zajmował się tematyką wschodnią (Ukrainą i Białorusią, państwami bałtyckimi, Mołdawią, krajami Azji Centralnej, a także sprawami Polaków na Wschodzie), był korespondentem gazety w Kijowie (1997–1999), redaktorem dodatku tematycznego "Bezkresy Rzeczpospolitej" (2009) oraz zastępcą kierownika działu zagranicznego (2012–2013). Od 2013 pracuje w Polskim Instytucie Spraw Międzynarodowych, jest koordynatorem programu Europa Wschodnia i Południowo-Wschodnia.
Był działaczem Stronnictwa Demokratycznego, sprawował m.in. funkcję sekretarza Uczelnianego Komitetu SD przy Uniwersytecie Warszawskim. Był członkiem Centralnego Zespołu Prelegentów SD. Działał również w Związku Młodzieży Demokratycznej, będąc członkiem prezydium Tymczasowej Rady Krajowej ZMD. Jako delegat Tymczasowego Komitetu Założycielskiego uczestniczył w zjeździe założycielskim ZMD. W 1990 bez powodzenia ubiegał się o mandat radnego Warszawy z ramienia SD w pierwszych wolnych wyborach samorządowych.
Od końca lat 80. angażował się na rzecz Polaków na Wschodzie, działał w założonej przez działaczy SD Fundacji "Rodacy – Rodakom", będąc wiceprezesem jej zarządu, a po jej przekształceniu – w Fundacji Lelewela, w której obecnie jest prezesem. Pełnił funkcję prezesa Polsko-Ukraińskiego Klubu Dziennikarzy w Warszawie. Jako członek warszawskich władz powołanej w 2022 partii Centrum dla Polski kandydował w 2024 bez powodzenia z listy Trzeciej Drogi do sejmiku mazowieckiego.
Jest autorem dwóch powieści poświęconych losom Polaków na sowieckiej Ukrainie w dwudziestoleciu międzywojennym: Przez czerwoną granicę (2009) i Przez czerwony step (2011).